# Record of Lodoss War (OVA)
Record of Lodoss War (jap. ロードス島戦記, Rōdosu-tō Senki, dt. „Kriegsgeschichte(n) der Insel Lodoss“) ist eine auf der gleichnamigen Fantasy-Reihe beruhende japanische Original Video Animation des Studios Madhouse von 1990.
Die ersten acht Folgen der 13-teiligen Serie basieren auf den Geschehnissen des ersten Romans Haiiro no Majo, die später auch in der Manga-Reihe Die graue Hexe nacherzählt wurden. Da die Geschichte des Buches nicht ausreicht um die zur Verfügung stehende Episodenzahl zu füllen, entwickelte man für den zweiten Teil der Serie eine Fortsetzung der Ereignisse. Dieselbe Geschichte, unter Einbezug weiterer Teile der Romanserie und Auslassung der Vagnard-Geschichte, wird auch in der Manga-Reihe Die Chroniken von Flaim und  der darauf beruhenden Serie Chronicles of the Heroic Knight erzählt.

## Inhalt
Der Anime handelt davon, wie die graue Hexe Karlla die Nationen Valis und Marmo gegeneinander aufhetzt. Der Krieger Parn sammelt den Zwerg Ghim, den Magier Slayn, die Elfe Deedlit, den Priester Etoh und den Dieb Woodchuck um sich. Die Gefährten ziehen für ihren König in den Kampf gegen dessen Feinde. Nach Karlla versucht der Zauberer Vagnard, die dunkle Göttin Kardis wiederzubeleben um Lodoss zu erobern.

## Produktion und Veröffentlichung
Bei der Produktion von Studio Madhouse führte Akinori Nagaoka Regie. Das Charakterdesign stammt von Nobuteru Yūki und Yutaka Izubuchi. Künstlerischer Leiter war Hidetoshi Kaneko. Die Folgen wurden von Juni 1990 bis November 1991 in Japan veröffentlicht. Dabei wurde eine in der Mitte der Handlung, zwischen Folge fünf und sechs, angesiedelte Folge als die erste veröffentlicht, um den Erfolg beim Publikum zu testen. Zur Reihe erschienen auch zwei Artbooks. Am 29. November 2013 erschien eine neu gemasterte Version auf Blu-Ray.
In Deutschland gab es drei DVD-Veröffentlichungen bei ACOG, OVA Films und SP Vision. Die zweite Ausgabe besteht aus drei DVDs und einer DVDplus. Vom 9. Juli bis zum 23. Juli 2001 wurde der Anime bei VOX ausgestrahlt, später folgten Ausstrahlungen bei Animax. Darüber hinaus ist der Anime ins Polnische, Portugiesische, Italienische, Spanische, Französische und Englische übersetzt worden. Am 11. November 2016 erschien die Blu-Ray mit deutscher und originaler Synchronisation in Deutschland.

### Episodenliste
| #   | Deutscher Titel                                        | Originaltitel                           | Japanische Erstausstrahlung | Deutsche Erstausstrahlung |
| --- | ------------------------------------------------------ | --------------------------------------- | --------------------------- | ------------------------- |
| 1.  | Prolog einer Sage                                      | 伝説への序章 (Densetsu e no Joshō)      | 30. Juni 1990               |                           |
| 2.  | Aufbruch in Flammen                                    | 炎の出発 (Honō no Tabidachi)            | 30. August 1990             |                           |
| 3.  | Der schwarze Ritter                                    | 黒衣の騎士 (Kokui no Kishi)             | 30. September 1990          |                           |
| 4.  | Die graue Hexe                                         | 灰色の魔女 (Haiiro no Majo)             | 31. Oktober 1990            |                           |
| 5.  | Der Wüstenkönig                                        | 砂漠の王 (Sabaku no Ō)                  | 30. November 1990           |                           |
| 6.  | Das Schwert des dunklen Imperators                     | 暗黒王の剣 (Ankokuō no Ken)             | 20. Dezember 1990           |                           |
| 7.  | Krieg der Helden                                       | 英雄戦争 (Eiyū Sensō)                   | 28. Februar 1991            |                           |
| 8.  | Das Requiem eines Kriegers                             | 戦士の鎮魂歌 (Senshi no Requiem)        | 30. April 1991              |                           |
| 9.  | Das Zepter der Herrschaft                              | 支配の王錫 (Shihai no Ōshaku)           | 30. Juni 1991               |                           |
| 10. | Der Dämonendrache vom Feuerdrachenberg                 | 火竜山の魔竜 (Karyū-zan no Maryū)       | 31. Juli 1991               |                           |
| 11. | Die Ambitionen des Zauberers                           | 魔導師の野望 (Madōshi no Yabō)          | 31. August 1991             |                           |
| 12. | Die Entscheidungsschlacht von Marmo – Die dunkle Insel | 決戦!暗黒の島 (Kessen! Ankoku no Marmo) | 30. September 1991          |                           |
| 13. | Lodoss – Der brennende Kontinent                       | 灼熱の大地 (Shakunetsu no Lodoss)       | 20. November 1991           |                           |

### Synchronisation
Die deutsche Synchronisation wurde bei Circle of Arts angefertigt.
| Rolle     | Japanischer Sprecher (Seiyū) | Deutscher Sprecher |
| --------- | ---------------------------- | ------------------ |
| Parn      | Takeshi Kusao                | Timmo Niesner      |
| Deedlit   | Yumi Tōma                    | Beate Pfeiffer     |
| Slain     | Hideyuki Tanaka              | Jacques Breuer     |
| Ghim      | Yoshisada Sakaguchi          | Norbert Gastell    |
| Eto       | Kappei Yamaguchi             | Stefan Krause      |
| Woodchuck | Norio Wakamoto               | Philipp Moog       |
| Vagnard   | Takeshi Aono                 | Torsten Münchow    |

### Musik
Die Musik der Serie komponierte Mitsuo Hagita. Für den Vorspann verwendete man das Lied Now and Fortune – Flame and Eternity von Akino Arai und gesungen von Sherry. Das Abspannlied Fantasia of the Wind stammt von Kaoru Ito, ebenfalls gesungen von Sherry.
Der Soundtrack, der in Deutschland auf der DVDplus erschien, umfasst folgende Lieder:
1. Prologue
2. Fantasia of the Wind
3. Now and Fortune – Flame and Eternity (Instrumental)
4. Deedlit's Theme – Fairy of the Wind
5. Parn's Theme – Warm Friendship
6. Reminiscence
7. Dark Emperor Beld's Theme
8. Karla's Theme
9. Fatal Struggle
10. Fire Dragon
11. Underground Sanctuary
12. Now and Fortune – Flame and Eternity

In Japan erschienen drei Alben:
- Record of Lodoss War, 1990[4]
- Record of Lodoss War II, 1991[5]
- Record of Lodoss War III, 1992[6]

## Bedeutung und Rezeption
Die OVA war der erste Anime, der sich dem klassischen Fantasy-Genre mit dem Rollenspielschema zuwendete. Im Anime Guide wird die OVA als „beste animierte RPG-Adaption aller Zeiten“ beschrieben, die alle Elemente von Fantasy- und Rollen-Spielen wie Dungeons and Dragons enthalte. Die Serie biete eine atemberaubende Optik und einprägsame Charaktere. Tatsächlich ist die OVA auch bei amerikanischen Fans des Genres noch immer sehr beliebt. Fred Patten zählt den Anime zu den 13 bedeutenden OVA der Jahre 1985 bis 1999. Die OVA wurde auch mehrfach in Form von Hentais parodiert, unter anderen in Elven Bride.
Die deutsche Zeitschrift AnimaniA zählt die OVA zur „Speerspitze des animierten Fantasy-Genres“, atmosphärisch dicht und liebevoll gestaltet. Der „Herr der Ringe des Animes“ biete eine abwechslungsreiche Geschichte und ein ausgeklügeltes Charakterdesign. Dazu komme mit dem Soundtrack ein „klangvoller Ohrenschmaus“.  Auch die deutsche Synchronisation sei gelungen. Laut Funime gehört der Record of Lodoss War zu den besseren Fantasy-Animes, dessen Alter zwar mittlerweile anzusehen ist, inhaltlich seinen Reiz aber nicht verloren hat. Die deutsche Synchronisation sei akzeptabel.